# Bitwa pod Fimreite
Bitwa pod Fimreite (zwana bitwą w fiordzie Sogne) miała miejsce w roku 1184 i była jedną z trzech najważniejszych bitew w historii średniowiecznej Norwegii (pozostałe dwa starcia to bitwa pod Hafrsfjord z roku 872 oraz bitwa pod Nesjar koło Oslofjord - 1016 r.).
Bitwę szczegółowo opisuje Saga o Sverre (Sverris saga). Starcie miało miejsce w trakcie wojny domowej pomiędzy siłami królewskimi króla Magnusa V oraz rebeliantami (zwanymi Birkebeinerami) pod dowództwem pretendenta do tronu Sverre Sigurdssona. Nazwa rebeliantów wywodzi się od lasu brzozowego, gdzie po jednej z porażek mieli ukrywać się rebeliańci. Starcie poprzedzone zostało zwycięskimi dla Sverre bitwami pod Kalvskinnet (1179), Ilevollene (1180) oraz morską bitwą pod Bergen (1181).
Po bitwie pod Bergen Magnus zmuszony został do ucieczki do Danii. Sytuację starał się wykorzystać Sverre, wzmacniając swoją władzę. W latach 1182–1183 Sverre nakazał rozbudowę floty, w której największym okrętem był Drakkar „Maríusúð“. Na czele 23 okrętów w roku 1184 Sverre popłynął w rejon Sognefjord, gdzie wcześniej doszło do buntu miejscowych chłopów. Po drodze 3 okręty odesłano w rejon Bergen.
Na wieść o kampanii Sverre w kwietniu 1184 r. król Magnus opuścił Danię i na czele 26 okrętów popłynął ku Tønsberg. Rankiem 15 czerwca flota Magnusa skierowała się do Sognefjord, gdzie na wysokości osady Fimreite znajdowały się okręty Birkebeinerów.
- lokalizacja bitwy

Bitwa rozpoczęła się po południu dnia 15 czerwca i trwała zachodu słońca. Na czele floty Sverre stał doświadczony Tord Finngeirsbror, dowodzenie nad flotą Magnusa objął Orm Kongsbror. Przewaga liczebna należała do floty Magnusa, gdyż Sverre odesłał wcześniej kilka jednostek do Sogndal i na początku bitwy dysponował zaledwie 12 okrętami. W czasie walk flotę wzmocniły kolejne dwa okręty, które nadciągnęły z Sogndal. Po dostrzeżeniu nadciągającej floty Magnusa, rebelianci przygotowali się do bitwy, ładując na pokład kamienne pociski z lądu. W przeciwieństwie do floty Sverre, Magnus nakazał połączyć łańcuchami swoje jednostki, po czym cała formacja pożeglowała w kierunku jednostek przeciwnika nadpływających od strony brzegu. Po zbliżeniu się obu flot do siebie wojska Magnusa ostrzelały nieprzyjaciela gradem strzał, rebelianci osłonili się jednak tarczami. Kilka okrętów Magnusa skierowało się w stronę okrętu Maríusúð. Reszta atakowanej floty rebelianckiej stłoczyła się przy brzegu, nie będąc w stanie przyjść z pomocą Maríusúð. Sverre wraz z jednym z towarzyszy wskoczył do łodzi, po czym popłynął w stronę własnych jednostek, którym nakazał przyjście z pomocą Maríusúð. Pływając pomiędzy okrętami, Sverre wskazywał im kierunki ataku, następnie sam popłynął w kierunku Maríusúð, nie był jednak w stanie dostać się na pokład z powodu silnego ostrzału. W tej sytuacji odpłynął do brzegu, podobnie jak dwa inne okręty, których załoga po załadowaniu na pokład setek kamieni ponownie popłynęła do broniącego się zaciekle Maríusúð.
W tym momencie walka toczyła się na odległość, a obie strony zasypywały się gradem pocisków. Gdy pozostałe okręty Sverre rzuciły się do walki, szybko zyskały przewagę nad mniejszymi jednostkami królewskimi, które rozpoczęły odwrót. W tej walce zdobyto jeden z okrętów Magnusa. Początkowa ucieczka części okrętów królewskich spowodowała całkowity odwrót reszty floty Magnusa. W czasie ucieczki zatonęło kilka kolejnych okrętów królewskich. Ich załogi wyskoczyły za burtę i skierowały się do pobliskiego brzegu. Za burtę wyskoczył również Magnus, został jednak zabity w trakcie ucieczki.
Zwycięstwo w bitwie i śmierć króla Magnusa umocniły władzę Sverre w Norwegii. Wojna domowa trwała jednak dalej, jej przebieg nie wpłynął już jednak na zwycięstwo Sverre. W wyniku rządów Sverre Norwegia odzyskała jedność i stała się silnym i zorganizowanym państwem.